# Pseudolasius boreus
Pseudolasius boreus é uma espécie de formiga do gênero Pseudolasius, pertencente à subfamília Formicinae.